# Studánka Nad Křtinami
Studánka Nad Křtinami se nachází ve Křtinách těsně pod vrchem Dřínová u ve výšce 520 m n. m.

## Popis studánky
Studánka je pramen zastřešený kamennou konstrukcí. Tato konstrukce má i stříšku, která se skládá z dřevěných (v tomto případě často bukových) nosníků, které nesou kamennou střechu. Studánka se nachází v listnatém lese s výškou porostu 15–30 metrů.

## Potok

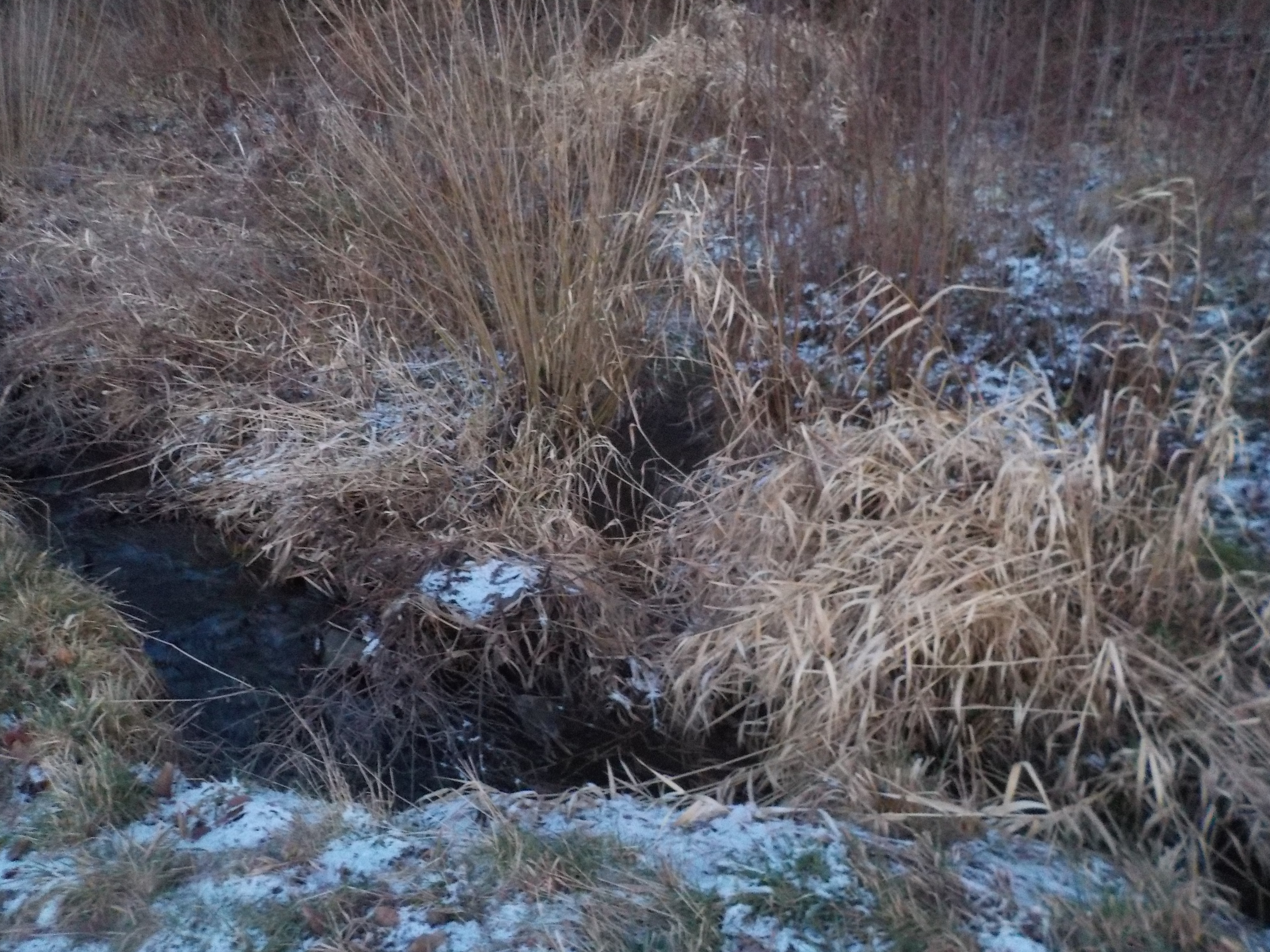
Soutok Zemanova žlebu s potokem od studánky pod Březovou alejí

Ze studánky vytýká i jeden menší potok. Ten teče kolem lesní cesty směrem na západ. Po chvíli (asi 0,5 kilometru) se steče s oněco větším potokem, který vytéká ze sousední studánky u Liščí leče. Dále stečené potoky tečou přes pozemky chat na severovýchodě Křtin. Nakonec se celý tok o délce asi 1,2 kilometru steče se Zemanovým žlebem na Dělnické čtvrti ve Křtinách.

## Studánky v okolí
V okolí je několik dalších studánek:
- Studánka Liščí leč – 0,84 km
- Studánka u Bukoviny – 1,81 km
- Studánka s Poklonou – 1,83 km
- Studánka Schindlerova – 1,89 km
- Studánka Rakovec – 2,40 km